# The Red Leaf Cup
La Red Leaf Cup (o Coppa della Foglia Rossa) fu una competizione calcistica internazionale organizzata dalla Federazione calcistica del Canada nel 1980, a cui parteciparono quattro club: l'Ascoli (Italia), il Botafogo (Brasile), il Nancy (Francia) e i Rangers (Scozia).

## Avvenimenti
La competizione fu istituita dalla Federazione calcistica del Canada al fine di promuovere lo sport del calcio in America del Nord, visto che in quegli anni era soprattutto diffuso in Europa e America Latina. Si svolse nelle città di Hamilton, Calgary, Montréal e Toronto nel giugno del 1980.
Organizzato come un quadrangolare a inviti, la Red Leaf Cup vide partecipare i brasiliani del Botafogo, i francesi del Nancy, gli scozzesi dei Rangers e gli italiani dell'Ascoli: questi ultimi, decisamente meno blasonati rispetto ai rivali, vennero designati dalla FIGC per premiare la sorprendente stagione della piccola "provinciale" marchigiana, quarta classificata nella Serie A 1979-1980.
Proprio il Picchio, nel torneo canadese, andò in finale dopo aver vinto contro Fogão e ASNL, rispettivamente per 2-1 e 3-2, e perso contro i Gers per 1-0, che poi reincontrò nella vittoriosa finale. L'epilogo del torneo si tenne il 22 giugno del 1980 all'Ivor Wynne Stadium di Hamilton, e vide l'Ascoli superare i Rangers per 2-0; per i marchigiani fu il primo trionfo internazionale della loro storia.

## Risultati

### Finale
| Arbitro: | Johnson |

| |            | |
| Moro 24’ Perico 87’ | Marcatori  | |
| F. Pulici (Muraro 88') Anzivino Boldini (Stallone 88') Perico Gasparini Scorsa C. Trevisanello Moro Anastasi Bellotto (Baldassarri 88') Castoldi | Formazioni | Mc Cloy B. Forsyth Mackay (Davies 73') T. Forsyth Jackson Stevens Johnstone Russel Dalziel Redford Mc Donald |
| Giovan Battista Fabbri | Allenatori | John Greig                                                                                                   |